# Laurentiska bergen
För andra betydelser, se Laurentides.
Laurentiska bergen (franska: Laurentides, engelska: Laurentian Mountains) är en urgammal bergskedja som ligger i provinsen Québec i Kanada norr om Saint Lawrencefloden. De utgör den yngsta och sydostligaste delen av den kanadensiska skölden. Den högsta punkten är Mont Raoul Blanchard på 1 166 meters höjd, nordöst om staden Québec. Flera floder, däribland Rivière Gatineau, har sina källor i bergskedjan. 
Laurentiska bergen är en av de äldsta bergskedjorna i världen. Den består av sten som skapades under kambrium-tiden, för 540 miljoner år sedan.